# Mongólia a 2000. évi nyári olimpiai játékokon
Mongólia az ausztráliai Sydneyben megrendezett 2000. évi nyári olimpiai játékok egyik részt vevő nemzete volt. Az országot az olimpián 6 sportágban 20 sportoló képviselte, akik érmet nem szereztek.

## Atlétika
Férfi
| Versenyző                  | Versenyszám | Előfutam | Előfutam | Előfutam | Elődöntő | Elődöntő | Elődöntő | Döntő   | Döntő    |
| Versenyző                  | Versenyszám | Idő      | Hely.    | Össz.    | Idő      | Hely.    | Össz.    | Idő     | Helyezés |
| -------------------------- | ----------- | -------- | -------- | -------- | -------- | -------- | -------- | ------- | -------- |
| Puntsag-Ochiryn Pürevsüren | 800 m       | 1:56,29  | 8.       | 56.      | kiesett  | kiesett  | kiesett  | kiesett | kiesett  |

Női
| Versenyző                 | Versenyszám | Előfutam | Előfutam | Előfutam | Döntő   | Döntő    |
| Versenyző                 | Versenyszám | Idő      | Hely.    | Össz.    | Idő     | Helyezés |
| ------------------------- | ----------- | -------- | -------- | -------- | ------- | -------- |
| Baatarkhüügiin Battsetseg | 5000 m      | 18:22,98 | 17.      | 49.      | kiesett | kiesett  |

## Birkózás
Szabadfogású
| Versenyző                   | Versenyszám | Csoportkör                                                                                                   | Csoportkör | Negyeddöntő                | Elődöntő          | Bronz- mérkőzés                            | Döntő             | Helyezés        |
| Versenyző                   | Versenyszám | Ellenfél Eredmény                                                                                            | Hely.      | Ellenfél Eredmény          | Ellenfél Eredmény | Ellenfél Eredmény                          | Ellenfél Eredmény | Helyezés        |
| --------------------------- | ----------- | --- | ---------- | -------------------------- | ----------------- | ------------------------------------------ | ----------------- | --------------- |
| Tümendembereliin Züünbayan  | 54 kg       | 6. csoport · Amiran Kardanov (GRE) · 0-10 · Vitalie Railean (MDA) · 4-12 · Behnam Tayebi Kermani (IRI) · 2-3 | 4.         | kiesett                    | kiesett           | kiesett                                    | kiesett           | 16.             |
| Ojúnbilegín Pürevbátar      | 58 kg       | 2. csoport · Aljakszandr Huzav (BLR) · 1-6 · Cory O'Brien (AUS) · 0-9                                        | 1.         | Ali Reza Dabir (IRI) · 2-5 |                   | Az 5. helyért · David Pogosian (GEO) · 0-6 |                   | utólag kizárták |
| Tümen-Ölziin Mönkhbayar     | 76 kg       | 2. csoport · Gennagyij Lalijev (KAZ) · 0-4 · Pejman Dorostkar (IRI) · 0-3                                    | 3.         | kiesett                    | kiesett           | kiesett                                    | kiesett           | 19.             |
| Dolgorsürengiin Sumyaabazar | 130 kg      | 1. csoport · Alexis Rodríguez (CUB) · 1-1 · Kraszimir Kocsev (BUL) · 1-1                                     | 3.         | kiesett                    | kiesett           | kiesett                                    | kiesett           | 13.             |

## Cselgáncs
Férfi
| Versenyző                    | Versenyszám | Selejtező                                 | 32-es főtábla                        | Nyolcaddöntő                      | Negyeddöntő       | Elődöntő          | Vigaszág első kör                    | Vigaszág negyeddöntő | Vigaszág elődöntő | Bronz- mérkőzés   | Döntő             | Helyezés    |
| Versenyző                    | Versenyszám | Ellenfél Eredmény                         | Ellenfél Eredmény                    | Ellenfél Eredmény                 | Ellenfél Eredmény | Ellenfél Eredmény | Ellenfél Eredmény                    | Ellenfél Eredmény    | Ellenfél Eredmény | Ellenfél Eredmény | Ellenfél Eredmény | Helyezés    |
| ---------------------------- | ----------- | ----------------------------------------- | ------------------------------------ | --------------------------------- | ----------------- | ----------------- | ------------------------------------ | -------------------- | ----------------- | ----------------- | ----------------- | ----------- |
| Dorjpalamyn Narmandakh       | Légsúly     | erőnyerő                                  | Reiver Alvarenga (VEN) · 0100-0011   | Csong Szokkjong (KOR) · 0001-1020 |                   |                   | Nest'or Khergiani (GEO) · 0000-1121  | kiesett              | kiesett           | kiesett           |                   | 13.         |
| Pürevdorjiin Nyamlkhagva     | Harmatsúly  | erőnyerő                                  | Patrick van Kalken (NED) · 0001-0001 |                                   |                   |                   | Nakamura Jukimasza (JPN) · 0010-0011 | kiesett              | kiesett           | kiesett           |                   | helyezetlen |
| Cend-Ajúshín Ocsirbat        | Váltósúly   | Salifou Koucka Ouiminga (BUR) · 1100-0001 | Adil Bel Gaid (MAR) · 0010-0000      | Alvaro Paseyro (URU) · 0000-1001  | kiesett           | kiesett           |                                      |                      |                   |                   |                   | helyezetlen |
| Batdzsargalín Odhű           | Középsúly   |                                           | Xu Zhiming (CHN) · 0001-1000         | kiesett                           | kiesett           | kiesett           |                                      |                      |                   |                   |                   | helyezetlen |
| Badmaanyambuugiin Bat-Erdene | Nehézsúly   | erőnyerő                                  | Pan Song (CHN) · 0001-1010           | kiesett                           | kiesett           | kiesett           |                                      |                      |                   |                   |                   | helyezetlen |

Női
| Versenyző               | Versenyszám  | Selejtező         | Nyolcaddöntő                       | Negyeddöntő       | Elődöntő          | Vigaszág első kör                          | Vigaszág negyeddöntő                | Vigaszág elődöntő | Bronz- mérkőzés   | Döntő             | Helyezés    |
| Versenyző               | Versenyszám  | Ellenfél Eredmény | Ellenfél Eredmény                  | Ellenfél Eredmény | Ellenfél Eredmény | Ellenfél Eredmény                          | Ellenfél Eredmény                   | Ellenfél Eredmény | Ellenfél Eredmény | Ellenfél Eredmény | Helyezés    |
| ----------------------- | ------------ | ----------------- | ---------------------------------- | ----------------- | ----------------- | ------------------------------------------ | ----------------------------------- | ----------------- | ----------------- | ----------------- | ----------- |
| Hisigbatín Erdenet-Od   | Könnyűsúly   | erőnyerő          | Isabel Fernández (ESP) · 0000-1011 |                   |                   | Ellen Wilson (USA) · 1000-0001             | Kuszakabe Kie (JPN) · 0000-0010     | kiesett           | kiesett           |                   | helyezetlen |
| Dordzsgotovín Cerenhand | Középsúly    | erőnyerő          | Ueno Maszae (JPN) · 0000-1140      | kiesett           | kiesett           |                                            |                                     |                   |                   |                   | helyezetlen |
| Rambuugiin Dashdulam    | Félnehézsúly | erőnyerő          | Tang Lin (CHN) · 0000-0001         |                   |                   | Nasiba Salayeva-Surkieva (TKM) · 1010-0000 | Edinanci da Silva (BRA) · 0000-1011 | kiesett           | kiesett           |                   | helyezetlen |

## Ökölvívás
| Versenyző               | Versenyszám | Selejtező                       | Nyolcaddöntő      | Negyeddöntő       | Elődöntő          | Döntő             | Helyezés |
| Versenyző               | Versenyszám | Ellenfél Eredmény               | Ellenfél Eredmény | Ellenfél Eredmény | Ellenfél Eredmény | Ellenfél Eredmény | Helyezés |
| ----------------------- | ----------- | ------------------------------- | ----------------- | ----------------- | ----------------- | ----------------- | -------- |
| Tümentsetsegiin Üitümen | Könnyűsúly  | Almazbek Raimkulov (KGZ) · 4-15 | kiesett           | kiesett           | kiesett           | kiesett           | 17.      |

## Sportlövészet
Női
| Versenyző            | Versenyszám           | Selejtező | Selejtező | Döntő   | Döntő    |
| Versenyző            | Versenyszám           | Pont      | Helyezés  | Pont    | Helyezés |
| -------------------- | --------------------- | --------- | --------- | ------- | -------- |
| Otrjadin Gündegmá    | Légpisztoly           | 382       | 9.*       | kiesett | kiesett  |
| Otrjadin Gündegmá    | Sportpisztoly         | 581       | 7.*       | 680,9   | 6.       |
| Munkhbayar Dorjsuren | Sportpisztoly         | 573       | 25.**     | kiesett | kiesett  |
| Munkhbayar Dorjsuren | Légpisztoly           | 368       | 36.*      | kiesett | kiesett  |
| Dzorigtín Bathujag   | Légpuska              | 391       | 20.***    | kiesett | kiesett  |
| Dzorigtín Bathujag   | Sportpuska, összetett | 572       | 23.**     | kiesett | kiesett  |

* - egy másik versenyzővel azonos eredményt ért el

** - két másik versenyzővel azonos eredményt ért el

*** - hét másik versenyzővel azonos eredményt ért el

## Úszás
Férfi
| Versenyző            | Versenyszám | Előfutam | Előfutam | Előfutam | Elődöntő | Elődöntő | Elődöntő | Döntő   | Döntő    |
| Versenyző            | Versenyszám | Idő      | Hely.    | Össz.    | Idő      | Hely.    | Össz.    | Idő     | Helyezés |
| -------------------- | ----------- | -------- | -------- | -------- | -------- | -------- | -------- | ------- | -------- |
| Ganaagiin Galbadrakh | 100 m gyors | 58,79    | 4.       | 67.      | kiesett  | kiesett  | kiesett  | kiesett | kiesett  |

Női
| Versenyző                | Versenyszám | Előfutam | Előfutam | Előfutam | Elődöntő | Elődöntő | Elődöntő | Döntő   | Döntő    |
| Versenyző                | Versenyszám | Idő      | Hely.    | Össz.    | Idő      | Hely.    | Össz.    | Idő     | Helyezés |
| ------------------------ | ----------- | -------- | -------- | -------- | -------- | -------- | -------- | ------- | -------- |
| Sanjaajamtsyn Altantuyaa | 100 m gyors | 1:10,22  | 7.       | 53.      | kiesett  | kiesett  | kiesett  | kiesett | kiesett  |